# Kibitzberg
Der Kibitzberg, auch Kiebitzberg genannt, nahe Hamm-Bossendorf im nordrhein-westfälischen Kreis Recklinghausen, ist eine 104 m ü. NHN hohe Erhebung in der Haard, einer Hügellandschaft am Nordrand des Ruhrgebiets. Früher stand auf ihm der Feuerwachturm Kiebitzberg.

## Geographie

### Lage
Der Kibitzberg liegt im Nordwestteil der bewaldeten Haard und im Osten des Naturparks Hohe Mark-Westmünsterland. Er befindet sich rund 2,2 km südsüdöstlich von Hamm und etwa 2,5 km (jeweils Luftlinie) südlich von Bossendorf, die zusammen den Stadtteil Hamm-Bossendorf von Haltern am See bilden; zu dessen Stadtgebiet – an der Lippe und am Wesel-Datteln-Kanal gelegen – gehört der Kibitzberg.

### Berghöhe
Der Kibitzberg ist 104 m hoch. Jenseits vom im Wald etwa 100 m nordöstlich des Gipfels auf 97,5 m Höhe gelegenen Abzweig des Stichwegs (s. u.), der zur Erhebung führt, liegt im Nordnordosten eine Anhöhe mit 103,5 m und im Nordosten eine solche mit 101,1 m Höhe.

## Naturräumliche Zuordnung und Landschaftsschutz
Der Kibitzberg gehört in der naturräumlichen Haupteinheitengruppe Westfälische Bucht (Nr. 54) und in der Haupteinheit Westmünsterland (544) zur Untereinheit Haard (544.7).
Der Kibitzberg liegt im Landschaftsschutzgebiet Gebiet des nördlichen Forstes Haltern östlich und westlich der B 51 (CDDA-Nr. 320972; 1990 ausgewiesen; 8,21 km² groß), wobei sich südsüdwestlich das NSG Gebiet des südlichen Forstes Haltern östlich und westlich der B 51 (CDDA-Nr. 320974; 1988; 7,28 km²) anschließt.

## Feuerwachturm Kiebitzberg
Knapp 50 m östlich der höchsten Stelle des Kibitzbergs stand früher der hölzerne Feuerwachturm Kiebitzberg, der neben seiner Funktion als Feuerwachturm auch als Aussichtsturm genutzt werden konnte. Das marode gewordene Bauwerk, das auf 104 m ü. NN stand und 34 m hoch war, wurde am 29. März 2011 abgerissen. Von seiner auf 32 m Turmhöhe gelegenen Aussichtsplattform auf 136 m ü. NHN fiel der Blick über die Haard und bei guten Sichtbedingungen zum Ruhrgebiet und in das Münsterland.

## Verkehr und Wandern
Etwa 200 m östlich vorbei am Kibitzberg führt in Nord-Süd-Richtung die Landesstraße 551, die als einzige Straße durch das Innere der Haard und von Bossendorf, wo sie die Landesstraße 612 kreuzt, nach Sinsen (Marl) verläuft. An der Erhebung erreicht sie (im Norden Recklinghäuser Straße und im Süden Halterner Straße genannt) maximal 97,2 m Höhe. Von dieser Stelle führt ein Waldweg etwa in Richtung Nordwesten, und kurz darauf zweigt von diesem Weg ein zum Gipfel der Erhebung führender Stichweg ab.